# M2 4.2 inch mortar
M2 4.2 дюймовый миномёт — это американский 106,7-мм миномёт, который был принят на вооружение в 1943 году. Он использовался во время Второй мировой войны и Корейской войны. Он был разработан для стрельбы химическими минами, но также мог стрелять фугасными и зажигательными минами. Он имел нарезной ствол, который обеспечивал стабилизацию мин в полёте. Он имел эффективную дальность от 515 до 4000 метров и скорострельность от 1 до 4 выстрелов в минуту. Он весил 151 кг в боевом положении и состоял из трёх частей: ствола, двуноги и опорной плиты¹².

## Конструкция
Разработан для стрельбы химическими минами на основе миномёта Стокса, однако в связи с мораторием на их применение во время Второй мировой войны использовался для стрельбы фугасными минами и зажигательными минами, снаряженными белым фосфором. По мощности разрыва мины и дальнобойности заметно уступал 120-мм минометам, применявшимся в ВМВ. Превосходил большинство минометов калибра 81-82-мм (и по мощности боеприпаса японский 90-мм миномёт Тип 94) и заметно уступал по дальнобойности советскому 107-мм миномету обр. 1938 г.).
Для стабилизации мин ствол был сделан нарезным, так как попытка оснастить мины оперением не удалась. Для того, чтобы мина входила в зацепление с нарезами ствола, были использованы два диска в основании мины, один из которых имел форму чашки без донышка. При детонации метательного заряда второй диск сминал «чашкообразный» диск, тем самым выдвигая его закраину за пределы прежнего диаметра мины вводя закраину в сцепление с нарезами ствола. Недостаток нарезных миномётов заключается в том, что мина может упасть задней частью вниз и не взорваться, если угол возвышения более чем 75°. Это ограничивает минимальную дальность стрельбы.

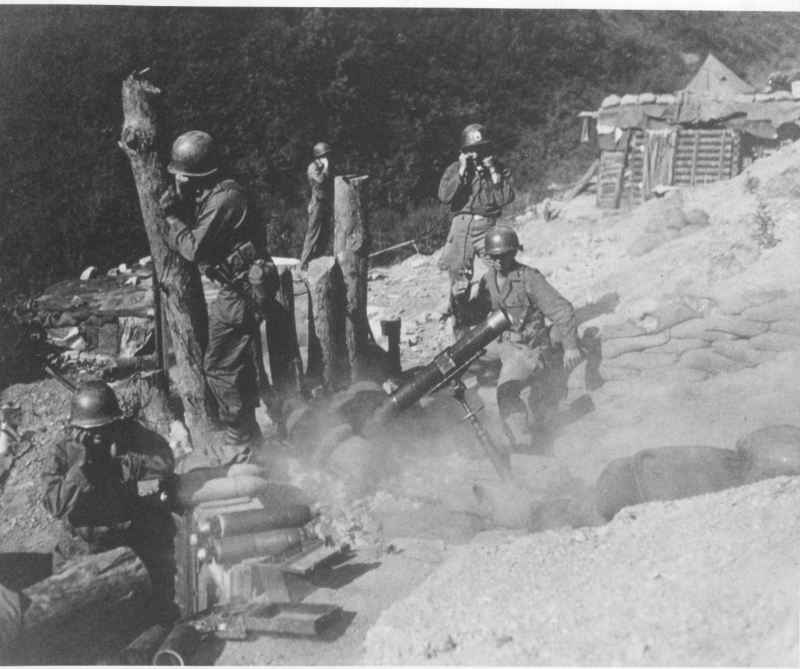
Миномёт M2 4.2 inch mortar в действии.

## Боеприпасы
| Номенклатура боеприпасов |             |         |                         |                         |                           |
| Тип                      | Модель      | Вес, кг | Наполнитель             | Скорость снаряда, м/сек | Максимальная дальность, м |
| Фугасный                 | HE M3 Shell | 11.11   | тринитротолуол, 3.64 kg | 256                     | 4,023                     |
| Дымовой                  | WP M2 Shell | 11.57   | белый фосфор            | 250                     | 3,932                     |
| Химический               | H M2 Shell  |         | иприт, 2.7 kg           |                         |                           |

## Производство миномётов
Серийное производство миномётов было начато в мае 1942 года и завершено в июле 1945 года. Всего за время серийного производства было выпущено 6 075 миномётов М2
| Производство миномётов | Производство миномётов | Производство миномётов | Производство миномётов | Производство миномётов |
| 1942                   | 1943                   | 1944                   | 1945                   | Всего                  |
| ---------------------- | ---------------------- | ---------------------- | ---------------------- | ---------------------- |
| 823                    | 1 492                  | 3 110                  | 650                    | 6 075                  |

## Организация и боевое применение
106,7-мм миномёты М2 поступали на вооружение отдельных химических миномётных батальонов. Отдельные химические миномётные батальоны содержались по табелю организации и снаряжения T/O&E 3-25.
В состав отдельного химического батальона входили: штабная рота, содержавшаяся по табелю T/O&E 3-26, три миномётных роты, содержавшихся по табелю T/O&E 3-27 и приданный медицинский пункт. В состав штабной роты входили секция управления батальона, секция управления роты, секция технического обеспечения, и три секции боепитания. В состав миномётных рот батальона входили: секция управления роты, и три миномётных взвода, в составе управления и четырёх миномётных отделений/расчётов. Штатная численность миномётного отделения – 8 военнослужащих: командир отделения, наводчик миномёта, помощник наводчика, три номера расчёта/подносчика боеприпасов, два водителя, на вооружении отделения – 1 миномёт М2, два автомобиля грузоподъемностью 0,25 т и два прицепа грузоподъемностью так же 0,25 (первый прицеп для транспортировки миномёта, второй – для транспортировки боеприпасов).
В целом, штатная численность батальона составляла  656 военнослужащих: 37 офицеров, 138 сержантов и 481 рядовой. Штатное вооружение батальона состояло из 3 пистолетов М1911, 142 самозарядных винтовок M1 Garand, 511 самозарядных карабинов М1 Carbine, 12 крупнокалиберных пулемётов М2 и 20 противотанковых гранатомётов 2,36'' М1. Штатный автопарк батальона состоял из 139 автомашин (113 грузоподъемностью 0,25 т, 9 – 1,5 т и 17 – 2,5 т), а также 127 прицепов (102 из которых имели грузоподъемность в 0,25 т, а остальные 25 – 1 т).
Формирование отдельных химических батальонов  было начато в апреле 1942 года, а всего за 1942 год было начато формирование 6 отдельных химических миномётных батальонов. В первый раз 106,7-мм были применены  в июле 1943 года во время высадки войск союзников на Сицилии, где были задействованы подразделения четырёх миномётных батальонов. В ходе боев на Сицилии, а также последовавших за ними боях в Италии миномёты М2 получили позитивную оценку, а количество миномётных частей было увеличено: в 1943 году было начато формирование ещё трёх батальонов, а в 1944-м – ещё 11. Кроме батальонов, формируемых на военных базах в США, ещё три батальона было развёрнуто на базе уже существовавших подразделений: один (98-й) на Новой Гвинее на базе батальона истребителей танков, а два в Италии (99-й и 100-й) на базе батальонов зенитной артиллерии. Всего же на 1 мая 1945 года в составе американской армии имелось 25 миномётных батальонов, из которых 16 было задействовано на Европейском ТВД, 7 – на Тихоокеанском ТВД, а 2 – на Итальянском ТВД. В июле 1945 года в дополнение к уже имеющимся частям было начато формирование ещё 7 батальонов, однако после завершения Второй мировой их формирование было прекращено.

## Оценка
|                                                | 10 cm Nebelwerfer 35 | 107-мм полковой горно-вьючный миномёт образца 1938 года | M2 4.2 inch mortar           | Ordnance ML 4.2 inch Mortar |
| ---------------------------------------------- | -------------------- | ------------------------------------------------------- | ---------------------------- | --------------------------- |
| Страна                                         | Нацистская Германия  | Союз Советских Социалистических Республик               | Соединённые Штаты Америки    | Великобритания              |
| Назначение и тип                               | Батальонный миномёт  | Батальонный миномёт                                     | Полковой/Дивизионный миномёт | Дивизионный миномёт         |
| Калибр, мм/длина ствола, клб                   | 105/13               | 107/16                                                  | 107/14                       | 106,7/15(Mk 1),16(Mk 2)     |
| Масса в боевом положении, кг                   | 105                  | 170                                                     | 151                          | 236—453                     |
| Минимальная/Максимальная дальность стрельбы, м | 3030                 | 6300                                                    | 4023                         | 3750                        |
| Минимальный\|Максимальный угол ВН, °           | 45-90                | 45-80                                                   | 45-60                        | 45-80                       |
| Угол горизонтального наведения, °              | 28                   | 3                                                       | 7                            | 10                          |
| Масса осколочно-фугасной/Дымовой мины, кг      | 7,38                 | 8,0-9,1                                                 | 11,1-11,6                    | 9,1-10,2                    |